# Afrosciadium englerianum
Afrosciadium englerianum là một loài thực vật có hoa trong họ Hoa tán. Loài này được (H.Wolff) P.J.D.Winter mô tả khoa học đầu tiên năm 2008.